# Guillaume d'Orléans
Pour les articles homonymes, voir Guillaume d'Orléans (comte de Blois).
 (février 2024).
Si vous disposez d'ouvrages ou d'articles de référence ou si vous connaissez des sites web de qualité traitant du thème abordé ici, merci de compléter l'article en donnant les références utiles à sa vérifiabilité et en les liant à la section « Notes et références ».
Guillaume d'Orléans († 866) était un noble franc, et comte d'Orléans de 834 à sa mort. Il était le fils héritier du comte Eudes (v.790– † 834) et d'Engeltrude de Fézensac (v.799– † 853), elle-même fille du comte Leuthard Ier de Paris.
Sa vie est très peu connue, mais sa sœur Ermentrude devint Reine des Francs en 842 en épousant le futur roi Charles II le Chauve.
Il était le neveu de son homonyme Guillaume, premier comte de Blois (de 832 à 834), et mort la même année que son père.

## Biographie
Guillaume fut destitué de ses titres puis décapité en 866 pour trahison sur ordre de ce même roi.

## Descendance
Sa descendance est incertaine, mais il semble que Guillaume eût épousé une sœur du comte Herbert Ier de Vermandois, du nom de Richilde.
Avec elle, il aurait eu un fils, appelé Theobald d'Orléans, mais il aurait été déshérité en 866. Le fils de ce dernier, Theobald II, aurait quant à lui racheté le comté de Chartres au chef viking Hasting en l'an 886.

## Héritage
À la suite de sa condamnation à mort, le comté d'Orléans n'est pas transmis à sa descendance.
L'héritier de ses domaines ne fut nul autre que Robert le Fort, futur marquis de Neustrie et comte de Blois.

## Généalogie
```
|→ 
Adrien d'Orléans
, comte d'Orléans (-av.†
821
)
   X Waldrade de Wormsgau, possible fille d'
Alleaume d'Autun

   |
   |→ 
Eudes d'Orléans
, comte d'Orléans (†
834
)
   |  X 
Engeltrude de Fézensac

   |  |
   |  |→ 
Guillaume d'Orléans
, comte d'Orléans (†
866
)
   |  |  X 
Richilde de Vermandois

   |  |  |
   |  |  |→ 
Theobald
 
I
er
 d'Orléans
, héritier déchu du 
comté d'Orléans
 
   |  |      (filiation incertaine, mais possible descendance)
   |  |
   |  |→ 
Ermentrude d'Orléans
, reine des Francs (
830
- †
869
)
   |    X 
Charles
 
II
 
le Chauve
, roi des Francs, avec postérité
   |
   |→ 
Guillaume d'Orléans
, comte de Blois (v.800- †
834
), sans postérité
   |
   |→ 
Waldrade d'Orléans

     X 
Robert
 
III
 de Hesbaye
, comte de Worms et d'Oberrheingau
     |
     |→ 
Robert 
le Fort
, marquis de Neustrie, comte d'Orléans, de Blois, de Tours, d'Anjou, d'Auxerre, de
           Nevers (†
866
), avec postérité
```